# 주간AKB
주간AKBI(週刊AKB)는 일본의 테레비도쿄에서 2009년 7월 10일부터 2012년 11월 30일까지 방송된 버라이어티 프로그램이다.

## 개요
- 관동 지방 및 나카쿄 권을 제외한 TXN 계열국의 방송 지역에서는 처음이 되는 AKB48 지상파 레귤러 프로그램.

## 출연자

### 레귤러
- AKB48
  - 팀A
    - 다카하시 미나미(총감독)
    - 키쿠치 아야카
    - 마츠이 사키코
    - 요코야마 유이(캡틴)
    - 사토 스미레
    - 와타나베 마유
    - 이리야마 안나
    - 이와타 카렌
    - 카와에이 리나
    - 타카하시 쥬리 
    - 타노 유우카
    - 이즈타 리나

  - 모리카와 아야카
    - 사사키 유카리
    - 코다마 하루카(팀H)
    - 스즈키 마리야(팀SII)

  - 팀K
    - 쿠라모치 아스카
    - 나카타 치사토
    - 나카야 사야카
    - 마에다 아미
    - 우치다 마유미
    - 키타하라 리에
    - 코바야시 카나
    - 스즈키 시호리
    - 치카노 리나
    - 미야자키 미호
    - 아베 마리아
    - 시마다 하루카
    - 나가오 마리야
    - 마츠이 쥬리나(팀S)
    - 히라타 리나

  - 팀B
    - 이와사 미사키
    - 오오야 시즈카
    - 코지마 하루나(최연장자)
    - 우메다 아야카(캡틴)
    - 타나베 미쿠
    - 후지에 레이나
    - 이시다 하루카
    - 카시와기 유키
    - 이치카와 미오리(팀N)
    - 오오바 미나(팀KII)
    - 카토 레나
    - 시마자키 하루카
    - 타케우치 미유
    - 나카무라 마리코
    - 야마우치 스즈란
    - 코지마 나츠키
    - 나토리 와카나
    - 다카죠 아키(팀J)

  - 팀4
    - 미네기시 미나미(캡틴)

- SKE48
  - 팀S
    - 오오야 마사나
    - 키자키 유리아
    - 데구치 아키
    - 나카니시 유카(팀S리더.SKE48캡틴)
    - 마츠이 쥬리나(팀K)
    - 이시다 안나
    - 고토 리사코
    - 무카이다 마나츠
    - 야카타 미키

  - 팀KII
    - 다카야나기 아카네 (리더)
    - 후루카와 아이리
    - 마츠모토 리나
    - 카토 루미
    - 스다 아카리
    - 코바야시 아미
    - 시바타 아야
    - 타카기 유마나
    - 야마시타 유카리
    - 오오바 미나(팀B)

  - 팀E
    - 카네코 시오리
    - 키모토 카논
    - 키노시타 유키코
    - 마츠이 레나(리더)

- HKT48
  - 팀H
    - 아나이 치히로(캡틴)
    - 코다마 하루카(팀A)
    - 사시하라 리노(최연장자.극장지배인)
    - 오오타 아이카
    - 나카니시 치요리
    - 마츠오카 나츠미
    - 무라시게 안나
    - 모리야수 마도카

- JKT48
  - 팀J
    - 다카죠 아키(팀B)
    - 나카가와 하루카

- SNH48
  - 팀SII
    - 미야자와 사에
    - 스즈키 마리야(팀A)

- 와가야 (2011년 2월 ~ )
- 이지리 오카다 (2010년 6월 ~ )
- 시마다 슈헤이 (2012년 3월 ~ , 「AKB 농구부」에서도 코치를 맡았다)

## 방송국과 방송 시간
| 주요 방송 지역        | 방송국           | 계열         | 방송 요일과 방송 시간 | 방송 개시일      |
| --------------------- | ---------------- | ------------ | --------------------- | ---------------- |
| 간토 광역권           | TV 도쿄 (제작국) | TV 도쿄 계열 | 금요일 17:30 ~ 18:00  | 2009년 7월 10일  |
| 홋카이도              | TV 홋카이도      | TV 도쿄 계열 | 금요일 17:30 ~ 18:00  | 2009년 7월 10일  |
| 아이치현              | TV 아이치        | TV 도쿄 계열 | 금요일 17:30 ~ 18:00  | 2009년 7월 10일  |
| 오사카부              | TV 오사카        | TV 도쿄 계열 | 금요일 17:30 ~ 18:00  | 2009년 7월 10일  |
| 오카야마현 · 가가와현 | TV 세토우치      | TV 도쿄 계열 | 금요일 17:30 ~ 18:00  | 2009년 7월 10일  |
| 후쿠오카현            | TVQ 규슈 방송    | TV 도쿄 계열 | 금요일 17:30 ~ 18:00  | 2009년 7월 10일  |
| 시가현                | 비와코 방송      | JAITS        | 목요일 18:30 ~ 19:00  | 2010년 3월 31일  |
| 후쿠시마현            | TV-U 후쿠시마    | TBS 계열     | 월요일 25:20 ~ 25:50  | 2011년 4월 16일  |
| 와카야마현            | TV 와카야마      | JAITS        | 일요일 18:30 ~ 19:00  | 2011년 9월 4일   |
| 나라현                | 나라 TV 방송     | JAITS        | 월요일 25:00 ~ 25:30  | 2011년 10월 17일 |

※ 구마모토현의 TV 구마모토(후지 TV 계열)의 방송 시간이 상황 불명하다.